# Lalsot
Lalsot é uma cidade e um município no distrito de Dausa, no estado indiano de Rajastão.

## Geografia
Lalsot está localizada a 26° 34′ N, 76° 20′ L. Tem uma altitude média de 298 metros (977 pés).

## Demografia
Segundo o censo de 2001, Lalsot tinha uma população de 28,278 habitantes. Os indivíduos do sexo masculino constituem 52% da população e os do sexo feminino 48%. Lalsot tem uma taxa de literacia de 59%, inferior à média nacional de 59.5%: a literacia no sexo masculino é de 71% e no sexo feminino é de 46%. Em Lalsot, 18% da população está abaixo dos 6 anos de idade.